# 菲律賓籃球協會
菲律賓籃球協會（英語：Philippine Basketball Association，簡稱PBA），是菲律賓的男子職業籃球聯賽，成立於1975年，是亞洲首個職業籃球聯賽，同時也是繼NBA之後全世界第二個職業籃球聯賽，目前共有12支球隊。

## 歷史
菲律賓的籃球發展盛早，原先在PBA成立前的球隊都參加業餘的馬尼拉工商運動聯賽（簡稱MICAA，現已解散），且由當時的「菲律賓籃球協會」（英語：Basketball Association of the Philippines，簡稱BAP）（現已解散）嚴格的控管，雖然BAP是經過FIBA認可的協會，所以可以讓球員參加奧運或世錦賽等國際賽事，但球員的薪資卻是固定的，於是在1975年，MICAA的其中9支球隊退出聯賽，自行成立聯賽，PBA正式成立，且歷經了許多隊伍的退出和加入，才有了現在的規模，目前聯賽中唯一的元老球隊為生力啤酒人。

## 現役隊伍
| 球隊名         | 英文                                | 母企業             | 創立年分 |
| -------------- | ----------------------------------- | ------------------ | -------- |
| 巴朗加國王     | Barangay Ginebra San Miguel         | 生力巴朗加         | 1979年   |
| 黑水老闆       | Blackwater Bossing                  | Ever Bilena        | 2014年   |
| 匯眾光纖       | Converge FiberXers                  | Converge ICT       | 2022年   |
| 麥諾尼亞熱點   | Magnolia Chicken Timplados Hotshots | 生力食品公司       | 1988年   |
| 馬尼拉電氣     | Meralco Bolts                       | 馬尼拉電氣公司     | 2010年   |
| NLEX公路勇士   | NLEX Road Warriors                  | NLEX               | 2014年   |
| 北港巴塘碼頭   | NorthPort Batang Pier               | Sultan 900 Capital | 2012年   |
| 鳳凰燃料大師   | Phoenix Fuel Masters                | 鳳凰石油公司       | 2016年   |
| 伊拉斯圖陰陽天 | Rain or Shine Elasto Painters       | 亞洲塗料           | 2006年   |
| 生力啤酒人     | San Miguel Beermen                  | 生力啤酒           | 1975年   |
| 泰拉菲馬       | Terrafirma Dyip                     | 哥倫布汽車公司     | 2014年   |
| 菲律賓電信     | TNT Tropang Giga                    | 智能通信           | 1990年   |

## 賽制與規定
- PBA將賽季分為PBA總督盃、PBA專員盃及PBA菲律賓盃，12支球隊都必須參加，因此每年皆會產生一個以上的冠軍，其中又以沒有外籍球員的PBA菲律賓盃最為盛大。
- PBA菲律賓盃不允許外籍球員登錄；PBA總督盃及PBA專員盃可允許外籍球員，但PBA總督盃的外籍球員身高限制1.95米以下，PBA專員盃則不限制外籍球員的身高。
- 每場比賽分四節，每節12分鐘（NBA規則）。
- 三分線的距離是6.75米（FIBA標準）。
- 內線球員可以憑著身體一步步背打到籃下，不會再因為這種背打打法而自動被吹犯規。
- 球員完成扣籃後可以掛在籃框上而不會被吹技術犯規。
- 允許區域聯防。

## 軼聞
- PBA的每支球隊並沒有固定的主場，而且各個球隊都獲得公司的冠名贊助，而比賽大多安排在首都馬尼拉舉行。
- PBA總督盃、PBA專員盃及PBA菲律賓盃分別在8月至11月、11月至隔年3月及4月至7月舉行，由於賽季漫長，因此幾乎全年都能看到PBA的比賽，當三個盃賽結束後，才進行下一個球季的比賽。

## 外部連結
- 官方网站
- Facebook
- Instagram
- YouTube
- X平台